# Jerzmanice
Jerzmanice (niem. Bahnhof Hermania) – osada w Polsce położona w województwie lubuskim, w powiecie słubickim, w gminie Rzepin, w sołectwie Gajec.
W latach 1975–1998 miejscowość administracyjnie należała do województwa gorzowskiego.
Miejscowość położona jest przy drodze lokalnej Nowy Młyn – Jerzmanice – Radzików, natomiast stacja kolejowa Jerzmanice Lubuskie mieści się przy drodze wojewódzkiej nr 139.